# غرانت بلفور
غرانت بلفور (بالإنجليزية: Grant Balfour)‏ هو لاعب كرة قاعدة أسترالي، ولد في 30 ديسمبر 1977 في سيدني في أستراليا.

## وصلات خارجية
- غرانت بلفور على موقع دوري كرة القاعدة الرئيسي (الإنجليزية)
- غرانت بلفور على موقعبيزبول رفرنس.كوم (الدوري الرئيسي) (الإنجليزية)
- غرانت بلفور على موقعبيزبول رفرنس.كوم (الدوري الثانوي) (الإنجليزية)
- غرانت بلفور على موقع إي إس بي إن.كوم (أم.أل.بي) (الإنجليزية)
- غرانت بلفور على موقع مشجعي الرسوم البيانية (الإنجليزية)
- غرانت بلفور على موقع أوليمبيديا (الإنجليزية)
- غرانت بلفور على موقع اللجنة الأولمبية الأسترالية (الإنجليزية)